# Nefropatia da analgesici
Con la locuzione nefropatia da analgesici si indica il danno renale provocato dall'assunzione ripetuta di dosi elevate di farmaci analgesici ed in particolare di quelli contenenti acido acetilsalicilico o fenacetina. 

I quadri di danno renale più frequentemente indotti dall'abuso di analgesici sono la nefropatia tubulointerstiziale cronica e la necrosi papillare renale. Fra i meccanismi ipotizzati vi sono:
- il ridotto afflusso di sangue ai reni (dovuto al blocco della produzione di prostaglandine, sostanze ad effetto vasodilatatore, indotto dai farmaci; questo fenomeno è particolarmente rilevante nel caso dell'aspirina);
- lo stress ossidativo, prevalente invece per i derivati della fenacetina e dovuto alla perossidazione dei lipidi indotta da tale farmaco.

Tra le manifestazioni della malattia possono esservi semplici anomalie all'esame delle urine, ipertensione o, talvolta, un quadro di malattia renale cronica o, più raramente, acuta.
La nefropatia da analgesici è stata in passato una causa comune di danno renale in parte dell'Europa, in Australia e negli Stati Uniti d'America. L'incidenza di questa malattia si è notevolmente ridotta in seguito al calo nel consumo di fenacetina fra gli anni '70 e '80 del ventesimo secolo.

## Storia
Gli analgesici sono farmaci utilizzati nel trattamento del dolore. Essi comprendono, fra gli altri, i farmaci antinfiammatori non-steroidei (FANS) come l'aspirina, ed altri farmaci antidolorifici come il paracetamolo o acetaminofene (presente in molti farmaci da banco) e la fenacetina (oggi non più prescrivibile in molti Paesi a causa della sua tossicità). Utilizzata dalla fine del XIX secolo, la fenacetina è stata un componente molto diffuso nelle preparazioni analgesiche in Europa, in Australia e negli Stati Uniti. Queste associazioni antidolorifiche contenevano aspirina o altri FANS insieme a fenacetina, paracetamolo o salicilamide con caffeina o codeina. Negli anni '50, Spühler e Zollinger individuarono un'associazione fra il danno renale e l'uso protratto di fenacetina. Essi rilevarono come per i consumatori abituali di fenacetina fosse più alto il rischio di alcune lesioni renali come la necrosi papillare renale e la nefropatia tubulointerstiziale cronica. Questa condizione fu chiamata nefropatia da analgesici e fu attribuita alla fenacetina, sebbene il ruolo del farmaco nella patogenesi della malattia non fosse ancora stato dimostrato. Successivamente, in seguito alla conferma dell'associazione tra danno renale ed abuso di fenacetina, il farmaco fu ritirato dal commercio in diversi Paesi tra gli anni '60 e gli anni '80. Al calo del consumo di fenacetina corrispose una riduzione nella prevalenza della nefropatia da analgesici come causa di insufficienza renale cronica terminale. Uno studio condotto in Svizzera, ad esempio, ha dimostrato un declino nella prevalenza di nefropatia da analgesici fra i pazienti con insufficienza renale cronica terminale dal 28% nel 1981 al 12% nel 1990.
 Uno studio autoptico, sempre svizzero, ha evidenziato una diminuzione nella prevalenza di nefropatia da analgesici nella popolazione generale, dal 3% del 1980 allo 0.2% del 2000.
In altri Paesi la prevalenza di questa malattia non tende a diminuire. In Belgio, per esempio, la prevalenza di nefropatia da analgesici fra i pazienti dializzati era del 17% nel 1984 e del 15.6% nel 1990. Michielsen e de Schepper hanno ipotizzato che il motivo della persistenza della nefropatia da analgesici tra i dializzati in Belgio non sia dovuto all'abuso di analgesici diversi dalla fenacetina, bensì al fatto che in Belgio anche pazienti molto anziani vengono avviati alla dialisi. Secondo questi autori, un'importante percentuale di tali pazienti sarebbe stata esposta all'uso cronico di fenacetina.

## Epidemiologia
I pazienti che usano frequentemente analgesici a base di fenacetina hanno un rischio venti volte maggiore di sviluppare insufficienza renale.
Un aumento del rischio di 2-3 volte è stato segnalato con l'uso di paracetamolo associato ad FANS analgesici e codeina o caffeina, ma non per l'aspirina o il paracetamolo da solo.
La nefropatia da analgesici era particolarmente frequente in Australia, Belgio, Svizzera, Svezia, Germania dell'Est, Europa Orientale e Stati Uniti sudorientali.
In Germania la fenacetina è stata ritirata dal commercio nel 1986. Negli anni 1981-1982 la prevalenza di nefropatia da analgesici tra i pazienti avviati alla dialisi era pari al 30%, negli anni 1991-1992 era scesa al 21% e al 12% negli anni 1995-1997. Il dato secondo Schwarz A, et al. 1999 è parzialmente da mettere in relazione con la mancata commercializzazione della fenacetina.
In uno studio del 2007 Van der Woude ed altri studiosi della Clinica nefrologica di Mannheim, in Germania, rivalutarono criticamente la relazione tra FANS (fenacetina esclusa) e nefropatia arrivando a concludere che la nozione di nefropatia da FANS (fenacetina esclusa) va riconsiderata.
Alle stesse conclusioni, o quasi, erano arrivati nel 2005 Heinemann e altri, i quali considerarono che studi di questo tipo devono necessariamente tenere presente che la popolazione tedesca con età superiore ai 50 anni può essere venuta in contatto con la fenacetina e quindi il dato che mette in relazione l'uso dei FANS con la nefropatie è per questo motivo un dato probabilmente inquinato in modo peggiorativo.

## Fisiopatologia
La prima lesione a comparire nella nefropatia da analgesici è la sclerosi dei piccoli vasi sanguigni renali (formazione di tessuto fibroso nella parete degli stessi). Si pensa che la sclerosi capillare, evidente a livello della pelvi renale, dell'uretere e delle piccole arterie renali, porti alla necrosi papillare e alla nefrite cronica interstiziale. Il modo in cui la fenacetina e gli altri analgesici provocano il danno renale non è completamente chiaro. Si pensa che la nefropatia da analgesici derivi da una combinazione degli effetti tossici dei FANS e degli antipiretici fenacetina e paracetamolo. Un gruppo di ricercatori, nel 2000, ha riportato l'assenza di una correlazione significativa fra gli analgesici diversi dalla fenacetina e la nefropatia da analgesici.

### Aspirina e altri FANS non selettivi
La funzionalità del rene è legata, tra gli altri fattori, ad un adeguato flusso ematico nell'organo. Il flusso ematico renale è un processo complesso, finemente regolato da sostanze come ormoni e prostaglandine. In condizioni normali, la prostaglandina E2 (PGE2), prodotta dal rene stesso, agendo sui piccoli vasi regola il flusso di sangue. La sintesi della (PGE2), come per tutte le prostaglandine, dipende dall'enzima cicloossigenasi (COX).

L'aspirina e gli altri FANS sono inibitori della COX. Nel rene, l'inibizione di questo enzima determina una riduzione della produzione di (PGE2), provocando una riduzione del flusso di sangue nell'organo. Poiché il sangue circolante nel rene raggiunge prima la corticale renale (parte esterna) e poi la midollare (parte interna), le strutture più profonde del rene sono più soggette ai danni legati alla ridotta irrorazione. Inoltre il flusso ematico a livello delle papille renali, situate nella midollare, è maggiormente dipendente dalle prostaglandine. Per questo motivo l'inibizione della cicloossigenasi danneggia selettivamente le papille, aumentando il rischio di necrosi papillare. 

Un rene sano può mettere in atto meccanismi di compenso per correggere la riduzione del flusso ematico indotta dai FANS. Tuttavia, eventuali danni aggiuntivi provocati dalla contemporanea assunzione di fenacetina o paracetamolo possono favorire la progressione della nefropatia.

### Coxib
La cicloossigenasi-2 (COX-2) o prostaglandina-endoperossido sintasi è un enzima che a livello renale assicura la produzione costitutiva, ossia costante, della prostaglandina PGE2, una molecola con attività vasodilatatrice con ruolo critico per la funzione renale in quanto regola il flusso di sangue nell'arteriola afferente. Alcune ricerche hanno evidenziato che durante lo stress osmotico si ha un aumento della produzione di PGE2 per un meccanismo di feedback positivo. Inoltre, i metaboliti delle COX2 sono implicati nel mantenimento dell'omeostasi del rilascio della renina, nella regolazione dell'escrezione di sodio e nel mantenimento del flusso ematico renale.
I coxib (antinfiammatori inibitori selettivi della COX2), per l'azione inibente sull'enzima COX2 costitutivo nel rene possono avere alcuni dei potenziali effetti dannosi su quest'ultimo come i FANS classici. Gli effetti sul rene dei coxib e dei FANS non selettivi sono probabilmente simili.
In uno studio osservazionale condotto su 121 722 soggetti in Canada è stata evidenziata una significativa associazione con il danno renale acuto e l'uso sia dei FANS tradizionali che dei Coxib; anche se questa ricerca va confermato con studi di tipo prospettico.

### Fenacetina e paracetamolo
Non è completamente chiaro il meccanismo con cui la fenacetina danneggia il rene. Bach e Hardy hanno ipotizzato che i metaboliti della fenacetina inducano perossidazione dei lipidi, che danneggia le cellule renali. 

Il paracetamolo è il principale metabolita della fenacetina e può contribuire al danno renale mediante un meccanismo specifico. Nelle cellule renali, la cicloossigenasi catalizza la conversione del paracetamolo in N-acetil-p-benzochinone (NAPQI). Il NAPQI si coniuga al glutatione, un antiossidante naturale, riducendone le riserve. In seguito alla riduzione del glutatione, le cellule renali diventano particolarmente sensibili allo stress ossidativo.

## Segni e sintomi
| Manifestazione               | Percentuale di soggetti affetti |
| ---------------------------- | ------------------------------- |
| Mal di testa                 | 35-100%                         |
| Piuria                       | 50-100%                         |
| Anemia                       | 60-90%                          |
| Ipertensione                 | 15-70%                          |
| Sintomi gastrointestinali    | 40-60%                          |
| Infezioni delle vie urinarie | 30-60%                          |

Rilievi comuni nei pazienti con neforpatia da analgesici includono cefalea, anemia, ipertensione, e presenza di globuli bianchi nelle urine (piuria). Alcuni individui affetti possono manifestare presenza di proteine in quantità patologica nelle urine (proteinuria).

## Diagnosi
La diagnosi si basa sui rilievi clinici associati ad una storia di assunzione eccessiva di analgesici. È stato calcolato che è necessario un consumo tra 2 e 3 kg di fenacetina o di aspirina prima che si manifestino i segni clinici della nefropatia da analgesici. Il sospetto clinico può essere confermato dalla TAC senza mezzo di contrasto. Uno studio ha dimostrato che l'evidenza di calcificazioni delle papille renali alla TAC fa porre diagnosi di nefropatia da analgesici con una sensibilità del 92% e una specificità del 100%.

## Complicanze
Tra le possibili complicanze della nefropatia da analgesici vi sono la pielonefrite e l'insufficienza renale cronica. Tra i fattori che condizionano una prognosi sfavorevole si ricordano le infezioni ricorrenti delle vie urinarie e i valori pressori persistentemente elevati. Inoltre la nefroptia da analgesici sembra legata ad un aumento del rischio di tumori maligni delle vie urinarie.

## Trattamento
La prima misura terapeutica è la sospensione degli analgesici, che ferma la progressione della malattia e può perfino portare ad una normalizzazione della funzione renale.